# Beatrix Balteg
Béatrix Balteg (pseudonyme de Béatrice Nicolas), née en 1936, est une comédienne et poétesse bretonne d'origine anglo-irlandaise. 
Sa rencontre avec Angèle Vannier est à l’origine de sa vocation littéraire. Elle préside, après l'avoir fondée en 1987 avec le harpiste Myrdhin, l'association des Amis de la Tour du Vent, qui perpétue le souvenir de Théophile Briant et publie la revue Avel IX à Saint-Malo. 
Au-delà du travail d'écriture, Béatrix Balteg donne des récitals poétiques,,. 

## Publications
- Présent migrateur, 2014[9].
- L'octroi du temps, avec un dessin et poème de Florence Whitty, B. Balteg, 2005[10]
- Théophile Briant (1891-1956), veilleur d'un phare éternel, Les Amis de la Tour du Vent, 1996[11]
- Silence majeur et Lévitation de la parole, Les Amis de la Tour du Vent, 1996
- Mémoire terrestre, Avel IX, 1992
- Frontières abolies, La Coïncidence, 1980[10]
- Maïva, éditions Chambelland, 1976
- L'Ivoire liquide, St-Germain-des-Prés, 1971.